# Alejandro Damián Domínguez
Alejandro Damián "El Chori" Domínguez (* 10. Juni 1981 in Buenos Aires) ist ein ehemaliger argentinischer Fußballspieler.

## Werdegang
Bis 1998 spielte Domínguez bei CA Lanús. Dann wechselte er zu Quilmes AC und anschließend drei Jahre später 2001 zu River Plate. 2004 verpflichtete Rubin Kasan den Argentinier für ungefähr 1,5 Millionen Euro. Nach drei Jahren bei Rubin Kasan wechselte Domínguez zu Zenit Sankt Petersburg. Zenit zahlte umgerechnet sieben Millionen Euro, was den Transferablöserekord innerhalb der Premjer-Liga brach. Er besticht durch seine hervorragende Technik und gute Dribblings. Im Halbfinale des UEFA-Pokals 2007/2008 rückte Domínguez für den gesperrten Stammspieler Andrei Arschawin in die Mannschaft. Beim 4:0-Heimerfolg gegen den FC Bayern München zeigte der Außenstürmer eine überzeugende Leistung und gab zwei Torvorlagen. Im Finale stand jedoch wieder Arschawin auf dem Platz. Nach dem Abgang Arschawins sollte Domínguez seinen Platz einnehmen, konnte aber in den folgenden beiden Monaten nicht überzeugen. Nachdem er auch mit dem damaligen Zenit-Trainer Dick Advocaat einige Differenzen hatte, kehrte er am 13. März 2009, dem Stichtag der Transferzeit in Russland, zu seinem ehemaligen Verein Rubin Kasan zurück.
Im Dezember 2009 unterschrieb er einen Vertrag über dreieinhalb Jahre beim FC Valencia. In der Saison 2011/12 wurde Domínguez an River Plate ausgeliehen. Mit dem argentinischen Traditionsklub gelang ihm der Aufstieg aus der Primera B Nacional in die erste argentinisch Liga, der Primera División. In der Saison 2012/13 wechselte der Argentinier zum spanischen Erstligisten Rayo Vallecano. Im Sommer 2013 unterschrieb Domínguez einen Zweijahresvertrag beim griechischen Rekordmeister Olympiakos Piräus. Nach vier Jahren kehrte er 2017 zu Rayo Vallecano zurück, wo er ein Jahr später seine Karriere beendete.

## Erfolge
Mit Zenit:
- UEFA-Pokal: 2007/08

Mit Olympiakso Piräus:
- Griechischer Meister: 2013/14, 2014/15, 2015/16,  2016/17
- Griechischer Pokalsieger: 2014/15

Mit der argentinischen Juniorennationalmannschaft:
- Junioren-Fußballweltmeisterschaft: 2001

persönlich:
- Bester ausländischer Spieler der Premjer Liga; gewählt von Journalisten des Sport-Express: 2006
- Fußballer des Jahres in Russland: 2009 (Sport-Express), 2009 (Futbol)